# Simple Desktop Display Manager
Simple Desktop Display Manager (SDDM) — це дисплейний менеджер (програма для графічного входження в систему (login)) для віконних систем X11 або Wayland. Він був написаний з нуля на мові програмування C++11 та підтримує встановлення тем оформлення написаних на QML. SDDM є заміною застарілому KDE Display Manager та прямо інтегрується у KDE Frameworks 5, KDE Plasma 5 і KDE Applications 5.
Simple Desktop Display Manager є вільним та відкритим програмним забезпеченням, що розповсюджується згідно ліцензії GNU GPL другої або більш пізньої версії.

## Прийняття
У 2013 році члени Fedora KDE вирішили обрати дисплейним менеджером за замовчуванням SDDM починаючи з Fedora 21.
KDE обрав Simple Desktop Display Manager бути наступником KDE Display Manager в KDE Plasma 5.